# Byasa hedistus
Byasa hedistus är en fjärilsart som först beskrevs av Jordan 1928.  Byasa hedistus ingår i släktet Byasa och familjen riddarfjärilar. Inga underarter finns listade i Catalogue of Life.